# Nelson Boateng
Pour les articles homonymes, voir Boateng.
Samuel Nelson Boateng (né le 14 mai 1968) est un athlète ghanéen, spécialiste du sprint.

## Biographie
Aux Championnats du monde de 1993, Nelson Boateng est éliminé en demi-finales du 200 mètres, bien qu'il ait réalisé son record personnel (20 s 52).

### Palmarès
| Date | Compétition            | Lieu     | Résultat | Épreuve   | Performance  |
| ---- | ---------------------- | -------- | -------- | --------- | ------------ |
| 1988 | Championnats d'Afrique | Annaba   | 2e       | 4 x 100 m | 39 s 44      |
| 1989 | Championnats d'Afrique | Lagos    | 3e       | 200 m     | 20 s 84      |
| 1991 | Jeux africains         | Le Caire | 3e       | 4 x 400 m | 3 min 8 s 18 |
| 1993 | Championnats d'Afrique | Durban   | 3e       | 100 m     | 10 s 55      |
| 1993 | Championnats d'Afrique | Durban   | 3e       | 200 m     | 21 s 01      |
| 1993 | Championnats d'Afrique | Durban   | 1er      | 4 x 100 m | 39 s 53      |

### Records
| Épreuve    | Performance | Lieu      | Date         |
| ---------- | ----------- | --------- | ------------ |
| 100 mètres | 10 s 34     | —         | 1993         |
| 200 mètres | 20 s 52     | Stuttgart | 19 août 1993 |